# سیارک ۱۴۱۶۴
سیارک ۱۴۱۶۴ (به انگلیسی: 14164 Hennigar، نامگذاری:1998TH29) چهارده هزار و صد و شصت و چهارمین سیارک کشف شده‌است که در ۱۵ اکتبر ۱۹۹۸ کشف شد.
قدر مطلق سیارک برابر ۲۳.۴ است.